# Баннергхатта (национальный парк)
Баннергхатта (англ. Bannerghatta National Park, канн. ಬನ್ನೇರುಘಟ್ಟ ನ್ಯಾಷನಲ್ ಪಾರ್ಕ್) — национальный парк в Индии. Расположен в штате Карнатака, в 22 км к югу от города Бангалор. Создан в 1974 году, площадь составляет 104 км². Отличается большим биологическим и зоологическим разнообразием.
Имеется небольшой музей и зоопарк. Также, в 2006 году здесь был основан первый в стране парк бабочек. Парк включает в себя сафари и тигриный заповедник.
В окрестностях Баннергхатта расположены лесные районы, которые являются домом для слонов, леопардов, оленей и других видов животных. Также, парк включает в себя биокоридор слонов, соединяющий холмы Билигириранга и леса Сатхьямангалам расширяющийся вплоть до округа Ваянад.